# Leichtathletik-Weltmeisterschaften 2003/20 km Gehen der Frauen
Das 20-km-Gehen der Frauen bei den Leichtathletik-Weltmeisterschaften 2003 wurde am 30. August 2003 in den Straßen der französischen Stadt Paris ausgetragen.
Mit der Russin Jelena Nikolajewa entschied eine der erfolgreichsten Geherinnen ihrer Zeit diesen Wettbewerb für sich. Sie war auf der früher ausgetragenen 10-km-Distanz Olympiasiegerin von 1996, Olympiazweite von 1992, WM-Dritte von 1995 und EM-Dritte von 1994. Über zwanzig Kilometer hatte sie im Vorjahr EM-Silber gewonnen und im Mai der laufenden Saison den bestehenden Weltrekord egalisiert.

Den zweiten Rang belegte die Irin Gillian O’Sullivan.

Bronze ging an die belarussische Vizeweltmeisterin von 2001 Waljanzina Zybulskaja, die 1997 über zehn Kilometer WM-Bronze gewonnen hatte.

## Rekorde

### Bestehende Rekorde
| Weltrekord               | 1:26:22 h | Wang Yan          | Guangzhou, Volksrepublik China | 19. November 2001 |
| Weltrekord               | 1:26:22 h | Jelena Nikolajewa | Tscheboksary, Russland         | 18. Mai 2003      |
| Weltmeisterschaftsrekord | 1:27:48 h | Olimpiada Iwanowa | WM 2001 in Edmonton, Kanada    | 9. August 2001    |

Anmerkung:

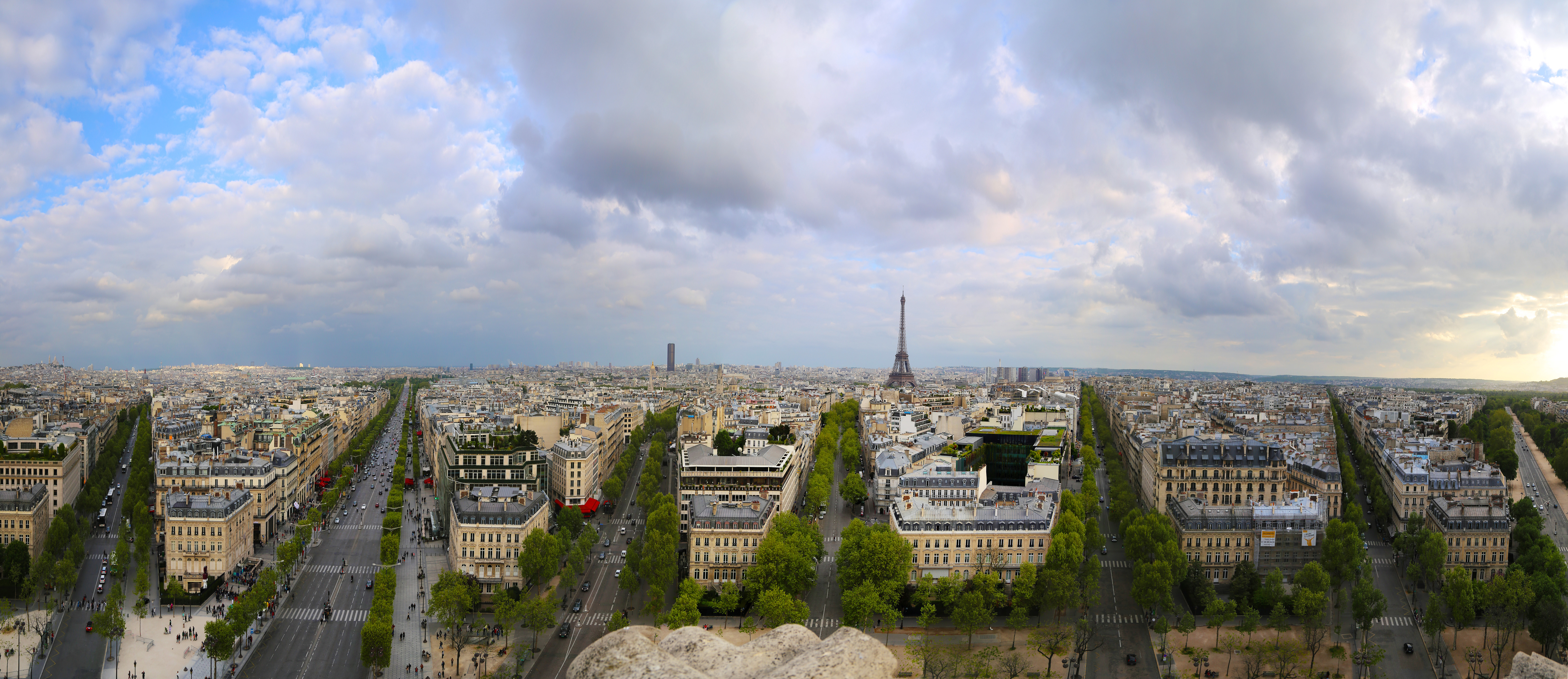
Panoramablick vom Triumphbogen auf Paris

Rekorde wurden im Marathonlauf und Straßengehen wegen der unterschiedlichen Streckenbeschaffenheiten mit Ausnahme von Meisterschaftsrekorden über viele Jahrzehnte hinweg nicht geführt. Wang Yan erzielte am 18. Mai 2003 den ersten offiziellen Weltrekord im 20-km-Gehen.

### Rekordverbesserung
Die russische Weltmeisterin Jelena Nikolajewa verbesserte den bestehenden WM-Rekord im Wettbewerb am 24. August um 56 Sekunden auf 1:26:52 h.
Außerdem gab es einen Kontinentalrekord und drei Landesrekorde.
- Kontinentalrekord:
  - 1:33:42 h (Südamerikarekord) – Geovana Irusta, Bolivien
- Landesrekorde:
  - 1:28:10 h – Waljanzina Zybulskaja, Belarus
  - 1:29:34 h – Athanasia Tsoumeleka, Griechenland
  - 1:29:44 h – Melanie Seeger, Deutschland

## Durchführung
Hier gab es keine Vorrunde, alle 42 Geherinnen traten gemeinsam zum Finale an.

## Ergebnis
24. August 2003, 9:30 Uhr
| Platz | Name                      | Nation              | Zeit (h)   |
| ----- | ------------------------- | ------------------- | ---------- |
| 1     | Jelena Nikolajewa         | Russland            | 1:26:52 CR |
| 2     | Gillian O’Sullivan        | Irland              | 1:27:34    |
| 3     | Waljanzina Zybulskaja     | Belarus             | 1:28:10 NR |
| 4     | Tatjana Gudkowa           | Russland            | 1:28:53    |
| 5     | Claudia Ștef              | Rumänien            | 1:29:09    |
| 6     | Rossella Giordano         | Italien             | 1:29:14    |
| 7     | Athanasia Tsoumeleka      | Griechenland        | 1:29:34 NR |
| 8     | Melanie Seeger            | Deutschland         | 1:29:44 DR |
| 9     | Susana Feitor             | Portugal            | 1:30:15    |
| 10    | Elisa Rigaudo             | Italien             | 1:30:34    |
| 11    | Jane Saville              | Australien          | 1:30:51    |
| 12    | Olive Loughnane           | Irland              | 1:30:53    |
| 13    | Xu Aihui                  | Volksrepublik China | 1:31:34    |
| 14    | Kristina Saltanovič       | Litauen             | 1:32:13    |
| 15    | Vera Santos               | Portugal            | 1:32:43    |
| 16    | Sonata Milušauskaité      | Litauen             | 1:32:58    |
| 17    | Vira Zozulya              | Ukraine             | 1:33:34    |
| 18    | Geovana Irusta            | Bolivien            | 1:33:42 SR |
| 19    | Fatiha Ouali              | Frankreich          | 1:34:01    |
| 20    | Sabine Krantz             | Deutschland         | 1:34:08    |
| 21    | Barbora Dibelková         | Tschechien          | 1:34:44    |
| 22    | Swetlana Tolstaja         | Kasachstan          | 1:35:11    |
| 23    | Daniela Cârlan            | Rumänien            | 1:36:02    |
| 24    | Joanne Dow                | USA                 | 1:36:32    |
| 25    | Ryoko Sakakura            | Japan               | 1:38:00    |
| 26    | Gabrielle Gorst           | Neuseeland          | 1:38:51    |
| 27    | Monica Svensson           | Schweden            | 1:39:21    |
| 28    | Teresita Collado          | Guatemala           | 1:41:19    |
| DNF   | Maria Teresa Gargallo     | Spanien             |            |
| DNF   | Olimpiada Iwanowa         | Russland            |            |
| DNF   | Elisabetta Perrone        | Italien             |            |
| DNF   | Maria del Rosario Sánchez | Mexiko              |            |
| DNF   | María Vasco               | Spanien             |            |
| DSQ   | Norica Câmpean            | Rumänien            |            |
| DSQ   | Mari Cruz Díaz            | Spanien             |            |
| DSQ   | Natalja Fedoskina         | Russland            |            |
| DSQ   | Gao Kelian                | Volksrepublik China |            |
| DSQ   | Wolha Kardapolzawa        | Belarus             |            |
| DSQ   | Kim Mi-jung               | Südkorea            |            |
| DSQ   | Kjersti Plätzer           | Norwegen            |            |
| DSQ   | Song Hongjuan             | Volksrepublik China |            |
| DSQ   | Yufang Yuan               | Malaysia            |            |

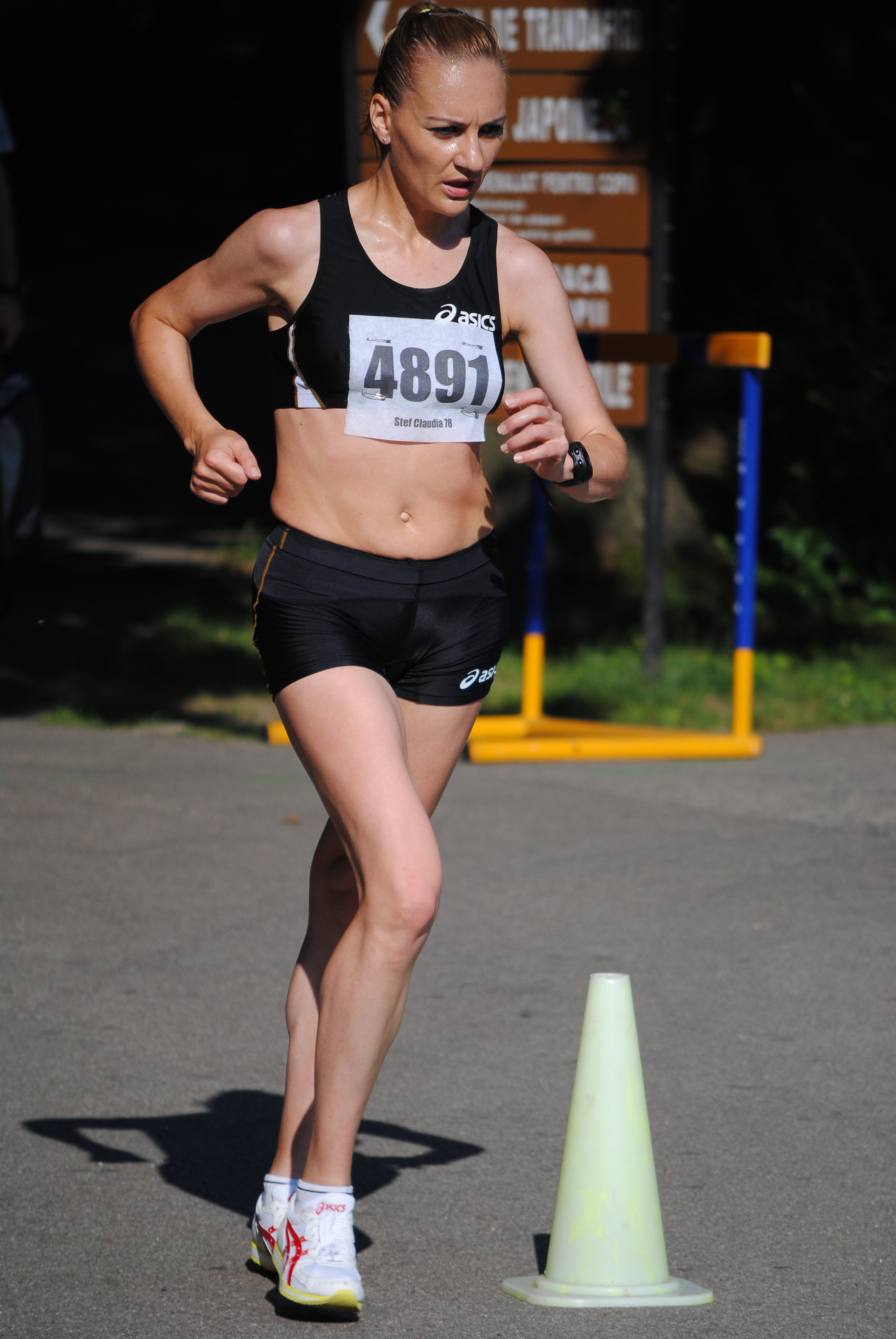
Claudia Ștef kam auf den neunten Platz

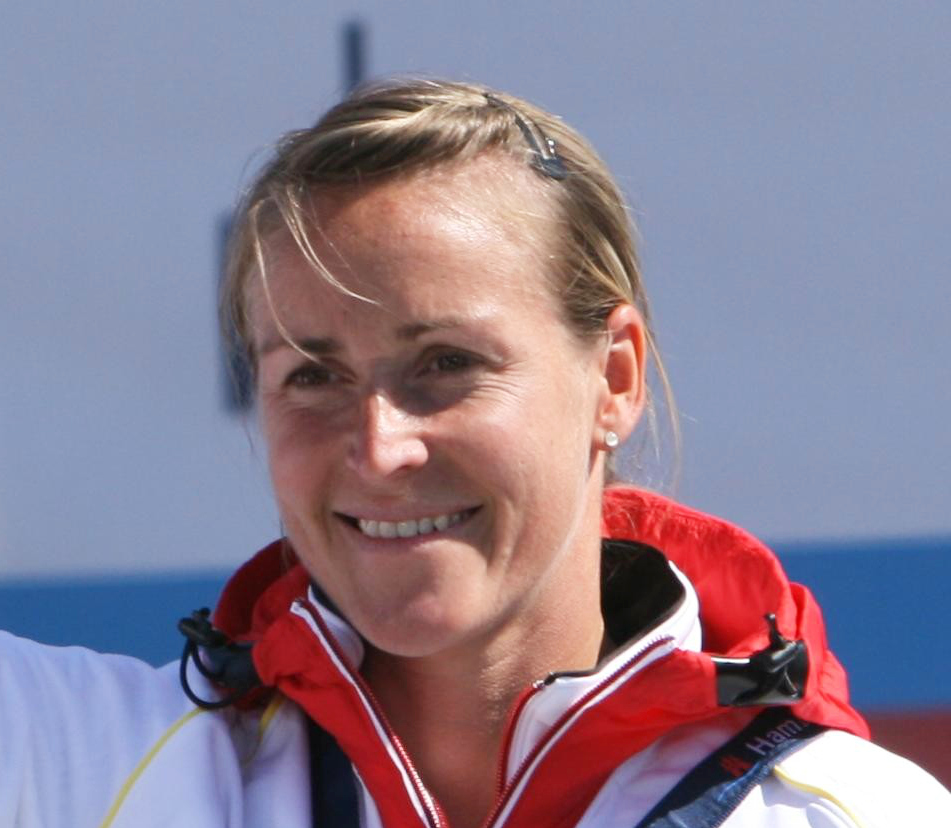
Melanie Seeger stellte als Achte einen neuen deutschen Rekord auf

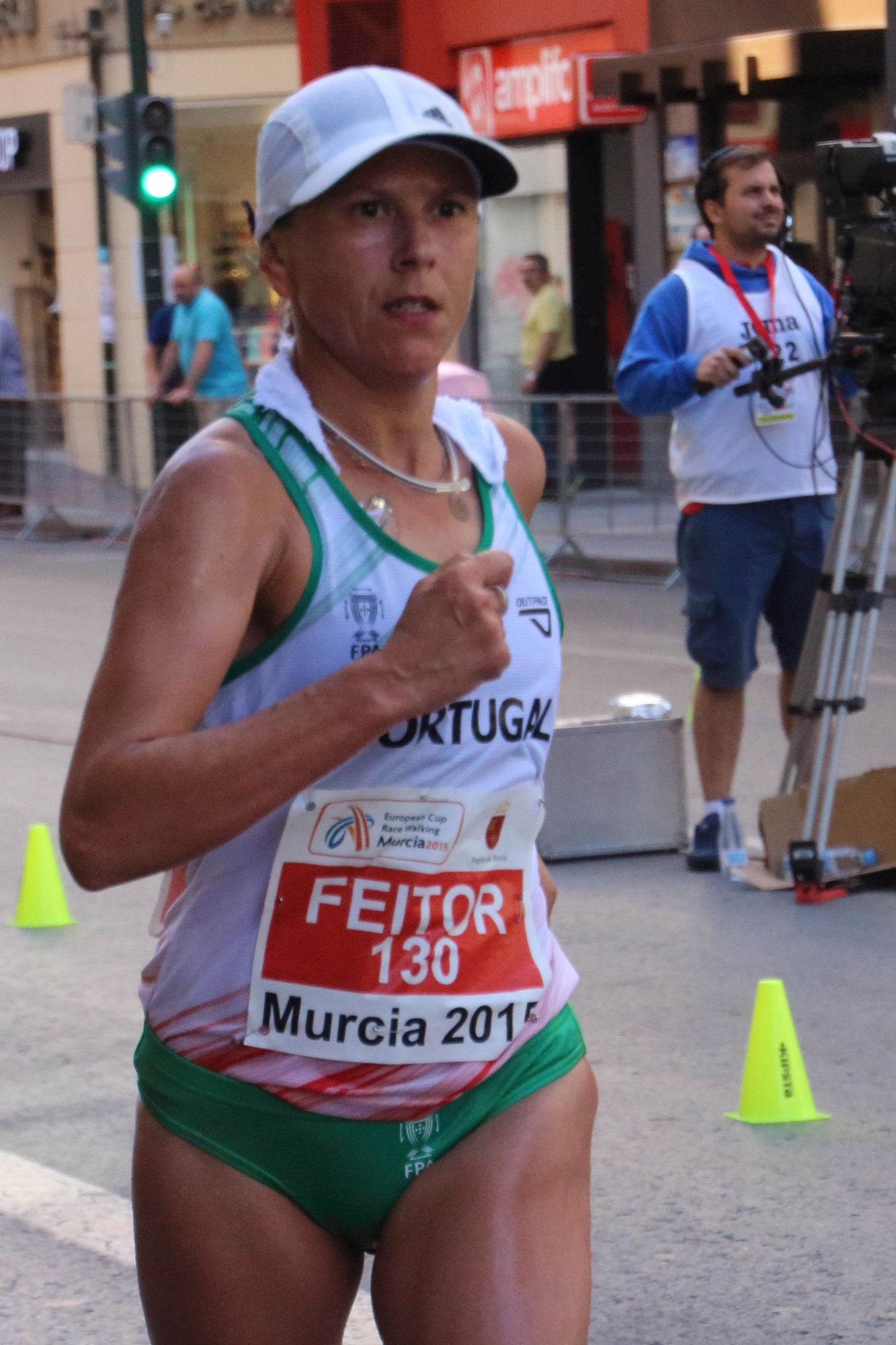
Susana Feitor – Rang neun

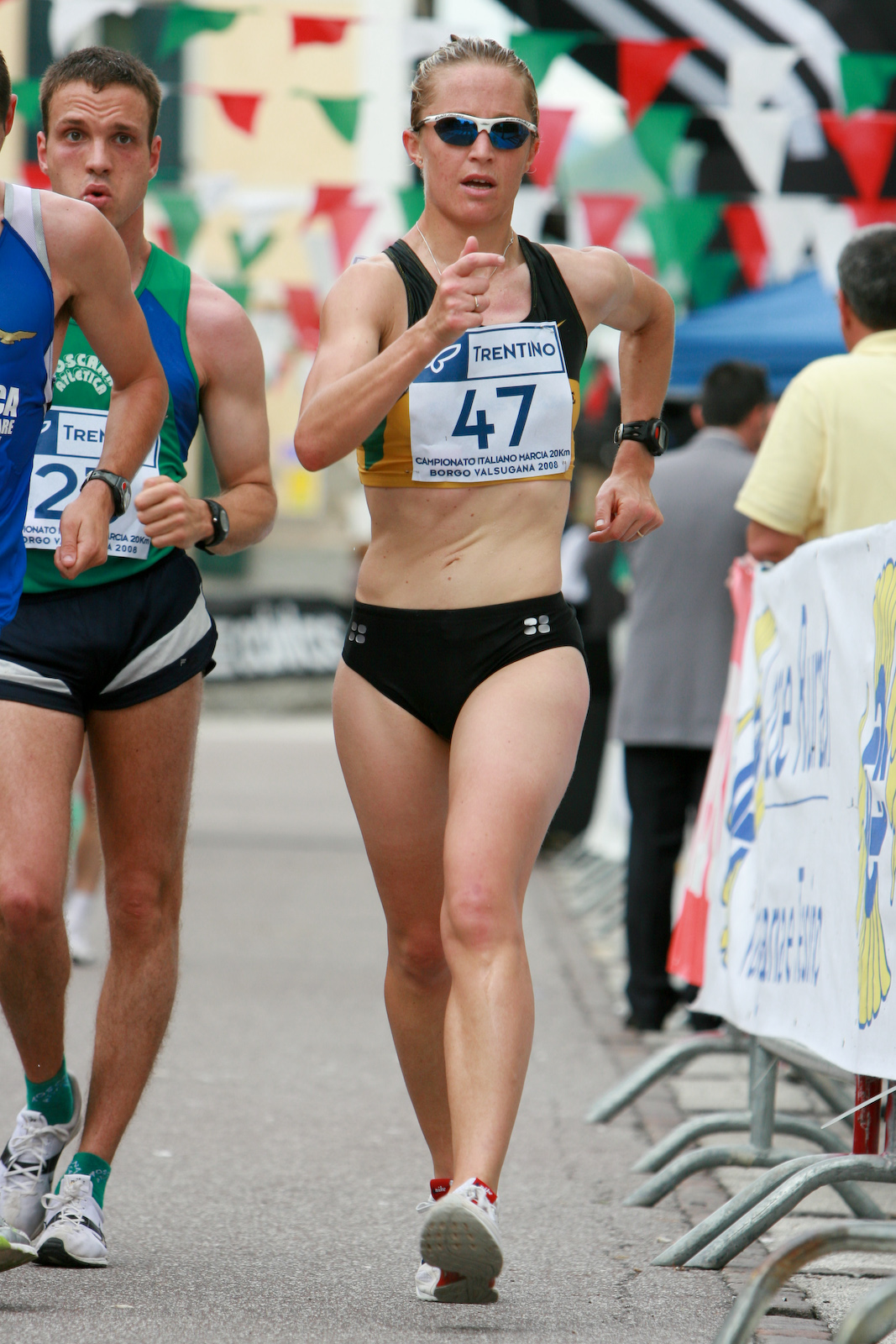
Die zehntplatzierte Elisa Rigaudo
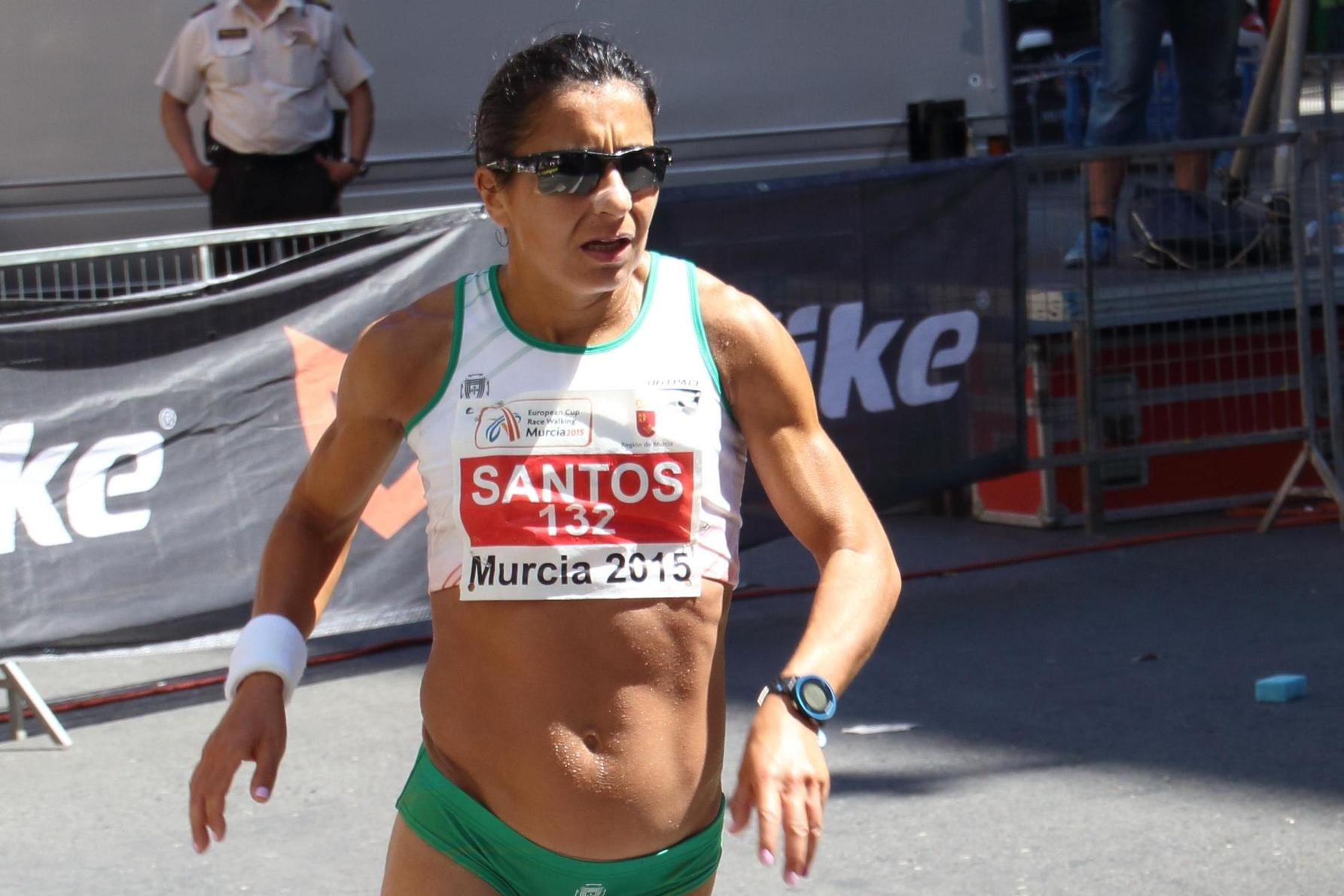
Vera Santos belegte Rang fünfzehn
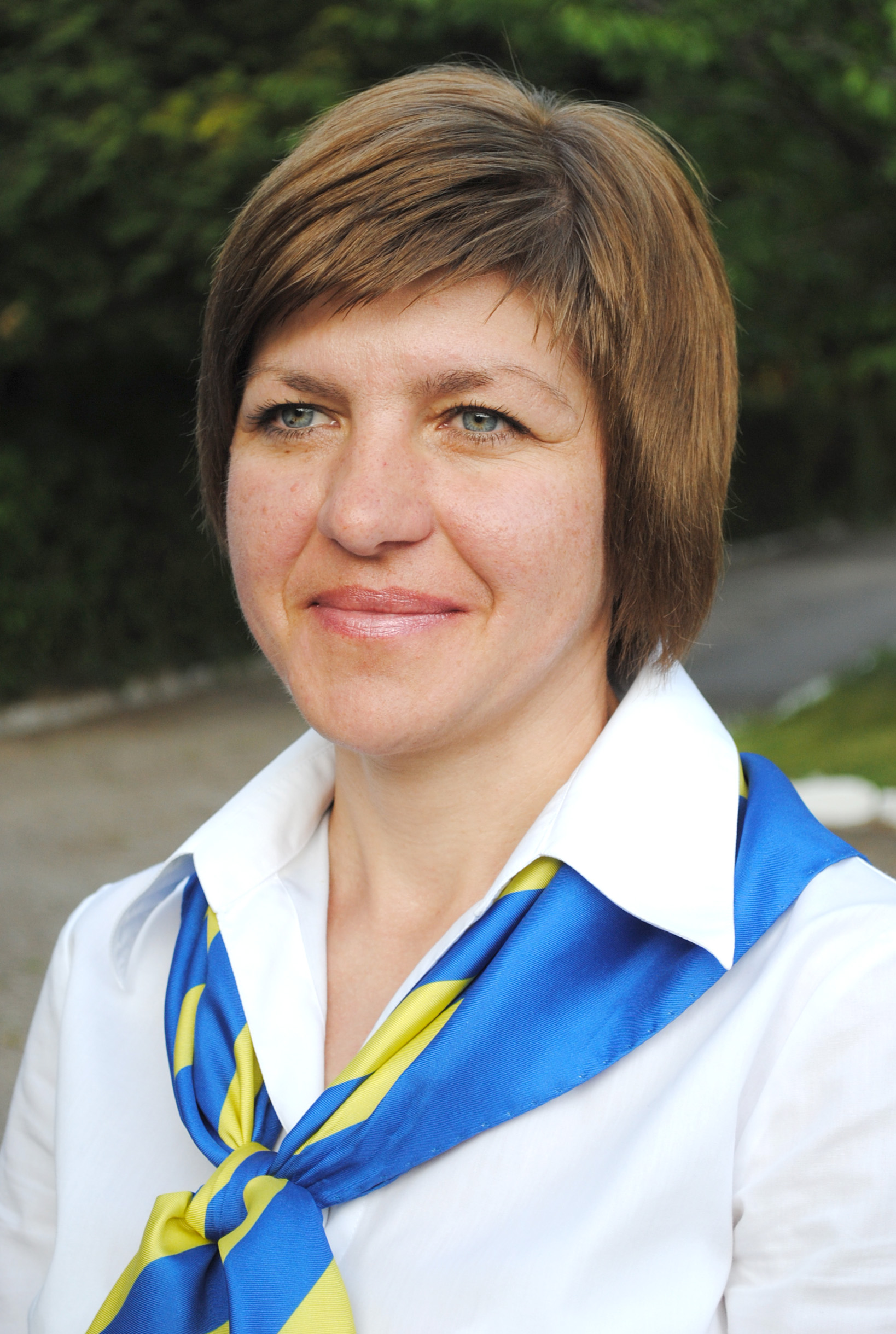
Vira Zozulya wurde Siebzehnte
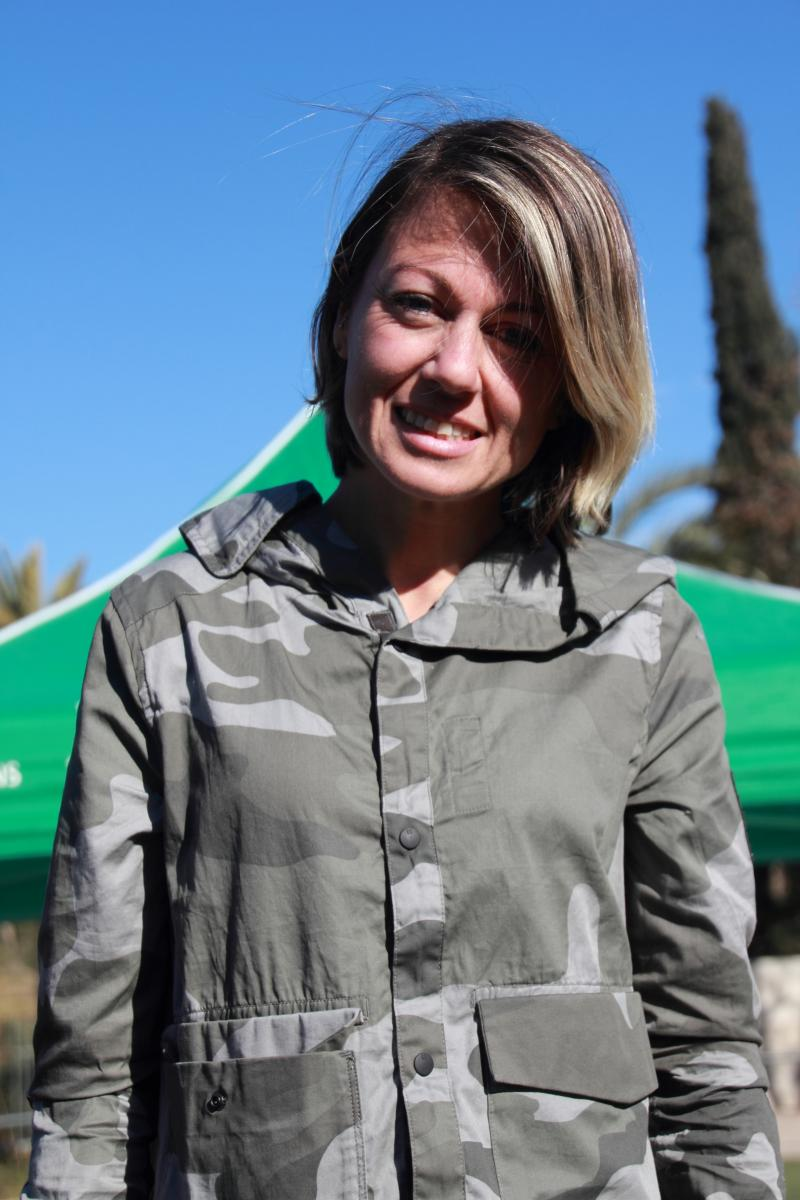
María Vasco – Rennen nicht beendet